# Hugh Basil Christian
Hugh Basil Christian, né en 1871 et décédé en 1950, est un botaniste britannique.